# 世田ヶ谷町
世田ヶ谷町（せたがやまち）とは、東京府荏原郡にかつて存在した町である。現在の世田谷区の東北部に位置していた。

## 沿革
- 1889年（明治22年）5月1日 - 町村制の施行に伴い、池尻村、三宿村、太子堂村、若林村、下北沢村、代田村、経堂在家村の全域と、以下の5村の各一部を合併して世田ヶ谷村が発足（カッコ内は残部の編入先）。
  - 世田ヶ谷村（駒沢村、松沢村）
  - 弦巻村（駒沢村）
  - 赤堤村（松沢村）
  - 松原村（松沢村）
  - 瀬田村（玉川村）
- 1923年（大正12年）4月1日 - 世田ヶ谷村が町制施行して世田ヶ谷町となる。
- 1932年（昭和7年）10月1日 - 荏原郡全域が東京市に編入され、世田ヶ谷町の区域に世田谷区を設置。

## 交通

### 鉄道
- 玉川電気鉄道（現東急電鉄）
  - 玉川線：池尻駅 - 三宿駅 - 三軒茶屋駅
  - 玉川線支線：三軒茶屋駅 - 西山駅 - 若林駅 - 松陰神社前駅 - 世田谷駅 - 上町駅 - 宮ノ坂駅 - 山下駅
- 小田原急行鉄道（現小田急電鉄）
  - 小田原線：東北沢駅 - 下北沢駅 - 世田ヶ谷中原駅 - 豪徳寺駅 - 経堂駅
- 京王電気軌道（現京王電鉄）
  - 京王線：代田橋駅

現在の京王井の頭線（池ノ上駅、下北沢駅、新代田駅）、小田急小田原線の梅ヶ丘駅は、世田ヶ谷町が存在した当時は開業していなかった。

### 道路
いずれも現在の呼称。
- 井ノ頭通り
- 玉川通り
- 世田谷通り

## 教育機関
| - 国士舘専門学校 - 帝国音楽学校 - 海外植民学校 - 世田谷中学校 - 国士舘中学校 - 国士舘商業学校 - 高等拓殖学校 - 成徳女子商業学校 | - 青葉高等女学校 - 世田谷町高等女学校 - 荏原青年訓練所 - 桜商業補習学校 - 荏原商業補習学校 - 第二荏原商業補習学校 - 第三荏原商業補習学校 | - 桜尋常高等小学校 - 荏原尋常高等小学校 - 第二荏原尋常高等小学校 - 第三荏原尋常小学校 - 第四荏原尋常小学校 - 代沢尋常小学校 - 第二桜尋常小学校 |

## 名所・旧跡
- 松陰神社
- 豪徳寺

- 松陰神社（東京）の吉田松陰像
- 豪徳寺本堂

## 現在の地名
池尻、梅丘、大原、北沢、経堂、豪徳寺、桜、世田谷、代沢、太子堂、代田、羽根木、三宿、宮坂、若林（いずれも大体の範囲）

## 関連書籍
- 東京市臨時市域擴張部 『荏原郡世田ヶ谷町現状調査』 1931年